# Triqui
El triqui o trique és una macrollengua que pertany a la família otomang que es parla a la part occidental de l'estat d'Oaxaca, Mèxic, encara que posseeix també una comunitat lingüística en diversos nuclis urbans del centre del país i els estats de Sinaloa i Baixa Califòrnia, on els indígenes triquis treballen en els camps de cultiu.

## El terme "triqui"
Les paraules «triqui», «triki», «trique» o «trike» són exònims amb els quals es coneix aquest grup indígena i la seva llengua, no obstant això, conforme a l'article 16 de la Constitució Política de l'Estat Lliure i Sobirà d'Oaxaca el nom oficial d'aquest poble indígena és «triqui», encara que en altres idiomes se'ls coneix com a «trique». Respecte a l'etimologia i significat d'aquesta paraula, és desconeguda. Tanmateix hi ha els qui com el prevere José Antonio Gay en la seva «Historia de Oaxaca», va escriure que se'ls va denominar «triqui» per la repetició constant de consonants; Wilfrido C. Cruz en la seva obra «Oaxaca recóndita» anotà que triqui deriva de riquija o nerikiha «sota» i kuihi «gent» de manera que kuiniriki significa «gent que va venir de baix», coincidint amb la llegenda que els triquis van sortir dels pous profunds de la terra; l'antropòleg Cesar Huerta Ríos descriví que és una corrupció lingüística de dri «pare» i qui «gran» o «superior», en conseqüència driqui significa «pare suprem». Els triquis tenen autònims depenent de la varietat lingüística.

## Classificació
Les llengües triquis juntament amb el mixteca i el cuicatec, formen part del grup lingüístic mixteca de la gran família otomang.

## Distribució geogràfica

### Estatus oficial
Les varietats del triqui juntament amb totes les llengües indígenes de Mèxic i l'espanyol van ser elevades a "llengües nacionals" gràcies a la Ley General de Derechos Lingüísticos de los Pueblos Indígenas promulgada i publicada l'any 2003.

### Varietats
L'Instituto Nacional de Lenguas Indígenas (INALI) informa sobre l'existència de quatre variants, mentre que l'Ethnologue informa les tres primeres variants:
- Triqui de Copala o Xna'ánj nu', parlat per uns 7.628 individus[8] a San Juan Copala i llurs barris, Oaxaca i San Quintín, Baixa Califòrnia, en aquest últim punt a causa de la migració laboral. També és conegut com a "triqui baja", encara que al catàleg realitzat per l'INALI apareix com "triqui de San Juan Copala".

- Triqui de Itunyoso o Snáhánj nìh, parlat per 2.102[8] persones al municipi de San Martín Itunyoso (Oaxaca), anomenat també "triqui media".

- Triqui de Chicahuaxtla o Nánj nïnh-ïn', parlat per 2.957[8] persones a San Andrés Chicahuaxtla (Oaxaca).

- Triqui de Santo Domingo del Estado o Tnánj nình-in, parlat aproximadament per 1.412[8] persoeas. Aquesta varietat es parla a San Isidro del Estado, El Chorrito de Agua i Santo Domingo del Estado. La característica del triqui de Santo Domingo del Estado és que compta amb dos vocals menys que el triqui de Chicahuaxtla. Tant aquesta variant com la de Chicahuaxtla es coneixen com a "triqui alta" degut a la zona alta en la que estan ubicades.

## Història
Les llengües triquis pertanyen al grup mixteca i aquesta a la família otomang, que el seu urheimat o «lloc d'origen» podria ser la vall de Tehuacán, en l'estat de Puebla. Aquest lloc va ser un dels escenaris de la domesticació del blat de moro. La presència mil·lenària dels pobles de parla otomang en aquesta regió fa probable que ells hagin estat protagonistes d'aquest procés que va afavorir la sedentarització dels habitants de l'Altiplà i després va influir en el desenvolupament de la civilització mesoamericana. Per la seva part, Campbell i Kaufman han proposat que les llengües otomang van començar a diversificar-se al voltant de l'any 1500 a.e.c.. La dificultat per establir vincles més generals entre els vuit grups de la família otomang obstaculitza la possibilitat de realitzar inferències sobre el desenvolupament històric d'aquest conjunt de llengües.
El proto-otomang ha estat reconstruït per Robert Longacre i Calvin Rensch. El sistema fonològic de la protollengua compta amb nou consonants, quatre vocals i quatre tons. Els grups consonàntics i els diftongs formats a partir d'aquest repertori limitat haurien estat l'origen dels fonemes en les protollengües nascudes a partir del proto-otomang. Alguns dels canvis més significatius en la diversificació de les consonants del protomixteca a partir del proto-otomang són els següents.
| proto-otomang | **t | **k | **kʷ | **s | **n | **y | **w | **nt | **nk | **nkʷ | **ns | **nn | **ny | **nw |
| protomixteca  | *t  | *k  |      | *θ  |     | *y  | *w  | *ⁿd  | *ⁿg  | *ⁿgʷ  | *ⁿgʷ |      | *l   | *m   |

Rensch va fer una revisió del treball reconstructiu de Longacre. Va revisar la probabilitat del repertori fonològic descrit per aquest últim i va descartar algunes de les seves propostes, basat en comparacions sobre cognats en les llengües del grup mixteca. Després d'aquest treball, va proposar una reconstrucció del sistema fonològic protomixteca. Aquesta proposta comprèn 16 sons consonàntics, quatre vocals i quatre tons.
| Reconstrucció del sistema de consonants del protomixteca | Reconstrucció del sistema de consonants del protomixteca | Reconstrucció del sistema de consonants del protomixteca | Reconstrucció del sistema de consonants del protomixteca | Reconstrucció del sistema de consonants del protomixteca | Reconstrucció del sistema de consonants del protomixteca | Reconstrucció del sistema de consonants del protomixteca | Reconstrucció del sistema de consonants del protomixteca |
|                                                          | Labial                                                   | Dental                                                   | Alveolar                                                 | Postalveolar                                             | Palatal                                                  | Velar                                                    | Glotal                                                   |
| -------------------------------------------------------- | -------------------------------------------------------- | -------------------------------------------------------- | -------------------------------------------------------- | -------------------------------------------------------- | -------------------------------------------------------- | -------------------------------------------------------- | -------------------------------------------------------- |
| Oclusives                                                |                                                          | *t *ⁿd                                                   | *t *ⁿd                                                   | *t *ⁿd                                                   |                                                          | *k *kʷ *ⁿg *ⁿgʷ                                          | *ʔ                                                       |
| Fricativa                                                |                                                          | *θ                                                       |                                                          |                                                          |                                                          | *x *xʷ                                                   | *h                                                       |
| Aproximants                                              |                                                          | *l                                                       | *l                                                       | *l                                                       | *j                                                       | *w                                                       |                                                          |
| Nasals                                                   | *m                                                       | *n                                                       | *n                                                       | *n                                                       |                                                          |                                                          |                                                          |
| Font: Rensch (1977): 59.                                 |                                                          |                                                          |                                                          |                                                          |                                                          |                                                          |                                                          |

El protomixteca es va parlar pels voltants del 1500 a.e.c., i d'aquesta llengua es van dividir tres grups, entre ells el prototriqui. És acceptat que el prototriqui es va separar del grup mixteca poc després de l'era comuna. Aquesta llengua es va anar dividint fins a arribar a les quatre varietats que es parlen actualment.

## Característiques
Totes les varietats del triqui són llengües tonals, i els seus sistemes de distinció de tons és bastant complex. Algunes descripcions del sistema tònic de San Juan Copala reporten fins a vuit tons diferents (Hollenbach, 1984). El sistema de la varietat d'Itunyoso posseeix nou tons (Di Canio, 2006), en tant que les descripcions de la varietat de Chicahuaxtla informen entre deu tons (Good, 1979) o setze tons (Longacre, 1957).
De les tres variants i una subvariant triquis, la de Copala és la que ha sofert una major pèrdua de vocals, ja que les síl·labes que no se situen en el final d'una paraula poden presentar elisió de la vocal en l'enunciació. El resultat d'això és que el triqui, com altres idiomes de la família otomang, posseeix un complicat sistema de conjunts consonàntics. De tal manera que, per posar un exemple, la paraula /si5.kuj⁵/ (vaca) en la varietat d'Itunyoso és equivalent a la paraula /skuj⁵/ en la varietat de Copala (el 5 és el to més alt en una escala de cinc tons).
La morfologia del triqui és interessant pels seus complexos processos fonològics que han cridat l'atenció per la presència de pronoms clítics al principi i al final d'una paraula. Aquests pronoms —especialment els que corresponen a la primera i segona persones del singular— canvien la forma del tema o alteren el to.

### Comparació lèxica
De seguida es mostren unes paraules en tres variants. Triqui de Santo Domingo del Estado (T-SDE), triqui de San Martín Itunyoso (T-SMI) i triqui de San Juan Copala (T-SJC). Els nombres en superíndex expressen tons, sent l'1 el més baix i 5 el més alt en una escala de cinc tons.
| T-SDE    | T-SMI    | T-SJC     | GLOSSA   |
| -------- | -------- | --------- | -------- |
| /ʒi3lu3/ | /ʧi3lu3/ | /ʃluː3/   | "gat"    |
| /ʒu3we3/ | /ʧu3βe3/ | /ʃu3βeː3/ | "gos"    |
| /ʒa43/   | /ʧa43/   | /ʧa4/     | "menjar" |

Els numerals següents mostren les diferències entre les parles triquis i la divergència entre elles:
| GLOSSA   | Triki de Copala | Triki de S. Domingo | Triki de Chicahuaxtla | Triki de Itunyoso | PROTO- TRIKI |
| -------- | --------------- | ------------------- | --------------------- | ----------------- | ------------ |
| 'un'     | ʔɔ²             | ʔŋɡoh¹³             | ʔŋɡoh²³               | ŋɡoh¹³            | *ʔŋɡoh¹³     |
| 'dos'    | βih¹            | wːi¹³               | wːi¹³                 | βːi¹³             | *wːih¹³      |
| 'tres'   | waʔnũh¹         | waʔ¹nĩ³             | waʔ¹nɨ̃³               | βaʔ¹ni³           | *waʔ¹nɨ̃³     |
| 'quatre' | kɜ̃ʔɜ̃h¹³         | ɡãʔ¹ã³              | ɡãʔ¹ã³                | kə̃ʔ¹ə̃³            | *kə̃ʔ¹ə̃³      |
| 'cinc'   | ʔũʔ¹, ũʔũʔ¹     | ũʔ¹ũh³              | ũʔ¹ũh³                | ũʔ¹ũh³            | *ũʔ¹-        |
| 'sis'    | watɜ̃ʔ¹          | wa¹tãh³             | wa¹tãh³               | βaʰ¹tə̃h³          | *wa¹tə̃h³     |
| 'set'    | ʧih²            | ʧih²                | ʧih²                  | ʧːih²             | *ʧ(ː)ih²     |
| 'vuit'   | tũh²            | tĩh²                | tɨ̃h²                  | tːũh²             | *tɨ̃h²        |
| 'nou'    | ũː²             | ʔĩ²                 | ʔɨ̃²                   | ũ²                | *ʔɨ̃²         |
| 'deu'    | ʧiʔ²            | ʧiʔ²                | ʧiʔ²                  | ʧːiʔ²             | *ʧ(ː)iʔ²     |